# Sami Judeh
Sami Hassan Judeh (1925 – 30 settembre 2020) è stato un politico giordano.

## Biografia
Nato nel 1925, studiò presso l'Abrahamic College di Gerusalemme nel 1947 e frequentò l'Università di San Francisco, dove conseguì sia una laurea (1954) che un master (1955) in relazioni globali e governative. Ottenne anche un dottorato a Washington nel 1956.
Lavorò come direttore aeroportuale per il Ministero dell'aviazione civile dal 1957 fino al 1958, anno in cui divenne ministro dei trasporti. Diresse il porto di Aqaba nel 1961 e fu governatore di Ma'an nel 1966.
Ricoprì l'incarico di sottosegretario al Ministero dell'interno dal 1967 al 1968, anno in cui fu anche a capo del personale di corte. Dal 1969 al 1970 fu ministro dell'economia nazionale e dal 1985 fino al 1988 ministro di Stato per gli affari parlamentari.
Era padre di Nasser Judeh ed è deceduto nel 2020.